# Episodi di Delitti in Paradiso (quarta stagione)
La quarta stagione della serie televisiva Delitti in Paradiso, composta da 8 episodi della durata di 60 minuti l'uno, è stata trasmessa in prima visione assoluta nel Regno Unito da BBC One dall'8 gennaio al 26 febbraio 2015. Sara Martins lascia la serie, Joséphine Jobert e Tobi Bakare entrano nel cast principale.
In Italia la stagione è trasmessa in prima visione da Rai 2 dal 5 luglio al 23 agosto 2015.
| nº | Titolo originale          | Titolo italiano            | Prima TV Regno Unito | Prima TV Italia |
| -- | ------------------------- | -------------------------- | -------------------- | --------------- |
| 1  | Stab in the Dark          | Una pugnalata nel buio     | 8 gennaio 2015       | 5 luglio 2015   |
| 2  | Hidden Secrets            | Segreti nascosti           | 15 gennaio 2015      | 12 luglio 2015  |
| 3  | Damned If You Do...       | Dannazione se lo so...     | 22 gennaio 2015      | 19 luglio 2015  |
| 4  | Until Death Do You Part   | Finché morte non ci separi | 29 gennaio 2015      | 26 luglio 2015  |
| 5  | Swimming in Murder        | Omicidio nel nuoto         | 5 febbraio 2015      | 2 agosto 2015   |
| 6  | The Perfect Murder        | Delitto perfetto           | 12 febbraio 2015     | 9 agosto 2015   |
| 7  | She Was Murdered Twice    | Assassinata due volte      | 19 febbraio 2015     | 16 agosto 2015  |
| 8  | Unlike Father, Unlike Son | Tale padre, tale figlio    | 26 febbraio 2015     | 23 agosto 2015  |

## Una pugnalata nel buio
- Titolo originale: Stab in the Dark
- Diretto da: Richard Signy
- Scritto da: Robert Thorogood

### Trama
Elias Thomson è il benestante proprietario di una distilleria di Saint Marie e in piena notte organizza una seduta spiritica nella sua villa insieme alla medium Zeta, al collega William e ai suoi due figli, Lucy e Daniel. I cinque si chiudono in una stanza spegnendo le luci, Elias chiude le tende, poi accendono una candela e attorno a un tavolo formano un cerchio prendendosi per mano. Zeta tenta di evocare uno spirito, la candela si spegne e si sente il suono della campana da cerimonia. Sembra che lo spirito abbia risposto alla chiamata, ma poi Lucy nota che suo padre Elias è morto pugnalato alla schiena.
Humphrey, Camille e Dwayne indagano sull'omicidio e, in attesa del sostituto di Fidel, Patterson parteciperà all'indagine come quarto membro del team. Nella villa oltre ai partecipanti della seduta spiritica, c'era anche Andre, il migliore amico di Elias il quale però viene subito escluso dai sospettati. Era impossibile che fosse entrato nella stanza, tutti avrebbero notato il suo ingresso dal rumore della porta se l'avesse aperta, inoltre la finestra era chiusa dall'interno quindi non poteva passare di lì e non poteva neanche nascondersi dietro le tende, lo stesso Elias le aveva chiuse e quindi avrebbe notato la sua presenza, e il tavolo è piccolo quindi non poteva nascondersi lì sotto, infatti Andre era entrato dalla porta solo dopo aver sentito Lucy urlare dopo che la ragazza si era accorta della morte del padre. Il problema è che nemmeno coloro che erano alla seduta possono aver pugnalato Elias dato che per tutto il tempo si erano tenuti per mano.
Humphrey e la squadra scoprono che Elias lasciò il Regno Unito per trasferirsi a Saint Marie, la moglie è morta per via di un tumore. Daniel rivela all'ispettore che la seduta aveva come scopo evocare lo spirito di una donna morta nel XIX secolo in un vecchio magazzino abbandonato di proprietà di Elias. Si racconta che il suo spirito viva ancora nel magazzino, Elias voleva farlo abbattere e costruirne uno nuovo, ma i suoi dipendenti, molto attaccati a questa leggenda, non avevano intenzione di permetterglielo per non fare arrabbiare lo spirito. Elias ebbe l'idea di organizzare la seduta spiritica per far credere a tutti che lo spirito della donna avesse lasciato il mondo dei vivi e ottenere il permesso per i lavori di demolizione. Daniel afferma che lo spirito esiste veramente, lui stesso a quattordici anni vide in quel magazzino una figura femminile.
Humphrey invita Camille a casa sua per vedere insieme un film horror e trascorrono insieme una piacevole serata. Dwayne è esasperato, lavorare con Patterson è tutt'altro che piacevole dato che è pigro e delega sempre a Dwayne il lavoro difficile. Dwayne, al ristorante di Catherine, conosce una giovane donna molto bella di nome Florence Cassell, rimanendone subito affascinato.
Dwayne e Patterson scoprono che Elias aveva prelevato diecimila dollari dal suo conto, lo stesso giorno in cui, stando alla sua agenda, aveva un incontro sulla spiaggia scrivendo il numero 19. Nella spiaggia ci sono delle cassette di sicurezza numerate, tra cui la numero 19. Patterson conosce la madre del proprietario dell'unico negozio di chiavi dell'isola e lei convince il figlio a consegnare al commissario i registri dei suoi clienti, scoprendo che la chiave della cassetta 19 è stata venduta a Lucy. Quest'ultima spiega alla polizia che ricattava suo padreː aveva scoperto che tradiva la sua defunta madre proprio con la moglie di Andre; quindi, con la minaccia di rivelare il segreto, obbligò il padre a darle dei soldi, lui li prelevò dal conto in banca a li lasciò nella cassetta numero 19 in modo che Lucy potesse poi riscuoterli in un secondo momento. Andre ammette che già sapeva che la moglie ebbe una storia con Elias, lo tradiva con diversi uomini. Alla fine si sono separati e lei lasciò Saint Marie.
Tutto indica che l'assassino abbia spento la candela per uccidere Elias in favore del buio, ma è impossibile che lo abbia pugnalato dato che tutti i presenti si stavano tenendo per mano, Patterson intuisce che probabilmente la persona che ha spento la candela non è la stessa che ha pugnalato Elias e, sentendo queste parole, Humphrey scopre l'identità dell'assassino. L'ispettore convoca tutti i sospettati al magazzino abbandonato, spiegando che era stato Elias a spegnere la candela soffiandoci, lui e Andre si erano accordati per rendere più credibile la seduta. Andre era nella stanza ma nessuno si era accorto della sua presenza, era nascosto dietro le tende, che Elias aveva chiuso fingendo di non vederlo, e quando quest'ultimo soffiò sulla candela senza farsi notare, spegnendola, Andre grazie al buio suonò la campana senza farsi vedere, ma Elias non poteva immaginare che Andre volesse ucciderlo, e infatti approfittando del buio lo pugnalò. Quando Lucy si era messa a urlare, Andre aveva aperto la porta fingendo di essere appena entrato dato che tutta l'attenzione era rivolta al corpo di Elias. Humphrey fa arrestare Andre sia per l'omicidio di Elias che per quello della moglie, infatti aveva ucciso anche lei dato che era stanco delle sue infedeltà, lei non aveva lasciato Saint Marie dato che stando agli archivi dell'ufficio immigrazioni lei non aveva mai abbandonato Saint Marie. Andre dopo averla uccisa la murò nel magazzino abbandonato, quella che vide Daniel da ragazzino non era lo spirito ma il cadavere della donna, Dwayne seguendo le istruzioni di Humphrey ha sfondato con un martello il muro che nascondeva il corpo della donna. Se Elias avesse fatto distruggere il vecchio magazzino avrebbero trovato il corpo della moglie di Andre e quindi quest'ultimo ha ucciso Elias nell'inane tentativo di passarla liscia.
Patterson annuncia di aver trovato il sostituto di Fidel, e con gran stupore di Dwayne si rivela essere l'agente Florence Cassell. Humphrey organizza un'altra serata a casa sua con Camille per vedere un altro film horror, ma lei questa volta rifiuta l'invito dato che ha un appuntamento con un uomo. Humphrey capisce che per lui ormai sta diventando sempre più difficile restare vicino a Camille solo come amico.

## Segreti nascosti
- Titolo originale: Stab in the Dark
- Diretto da: Richard Signy
- Scritto da: Robert Thorogood

### Trama
Florence lavora al suo primo caso di omicidio con la squadra. La vittima è Jake Peters, istruttore di surf, che è stato ucciso da un colpo d'arma da fuoco nel suo ufficio, benché fosse chiuso a chiave dall'interno. Alla vittima manca il suo orologio e la sua catenina. Tutto fa pensare a una rapina, ma dato cha la porta era chiusa dall'interno l'unica spiegazione è che l'assassino sia fuggito dalla finestra. Humphrey però lo ritiene impossibile dato che fuori dalla finestra non ci sono impronte.
Dwayne e Florence trovano nell'ufficio delle pillole che erano state prescritte alla vittima dal dottor Karl Slater, caro amico di Jake. È stato proprio Karl a trovare per primo il corpo e che, dopo aver sentito lo sparo, aveva sfondato la porta dell'ufficio. Karl confessa a Humphrey e Camille che Jake venne a trovarlo per una visita medica, desiderava tornare a gareggiare a livello agonistico, ma durante gli esami Karl gli diagnosticò la sclerosi laterale amiotrofica, le pillole servivano per alleviare i sintomi, ma gli restava poco da vivere, e per prima cosa avrebbe perso lentamente la mobilità del suo corpo.
Humphrey scopre che Jess, una delle allieve di Jake, è la figlia illegittima della vittima. Anche se Jake era profondamente innamorato di sua moglie Katie la tradiva con diverse donne, la madre di Jess era una delle sue amanti, l'ha cresciuta da sola, Jess è venuta a Saint Marie per conoscere suo padre ma Jake (che per via della malattia sarebbe morto a breve e quindi non avrebbe avuto il tempo di coltivare un rapporto con lei) la tenne a distanza. Katie ammette che è sempre stata a conoscenza delle infedeltà del marito, ma lo amava e aveva imparato a non dare peso alla cosa.
Camille e Humphrey trovano la pistola che ha ucciso Jake, e con essa anche l'orologio e la catenina, nell'auto di Steve, uno dei suoi allievi, le prove indicano che è lui l'assassino. Humphrey però capisce che nessuno tra i sospettati è l'assassino, ora ha capito che Jake si è tolto la vita, prima si è chiuso a chiave nello studio e poi si è sparato, non aveva il coraggio di affrontare la malattia e ha preferito una morte rapida, ha fatto redigere una polizza da 500 000 dollari sulla sua vita per salvaguardare il futuro di Katie. Karl è stato suo complice, una volta sfondata la porta ha nascosto la pistola e ha rubato l'orologio e la catenina di Jake per far credere a tutti che fosse stato un omicidio in piena regola, infatti in caso di suicidio l'assicurazione non avrebbe mai elargito i soldi a Katie. Humphrey fa arrestare Karl il quale ha manipolato Jake dal primo momento, il patologo ha confermato che Jake non soffriva affatto della malattie che Karl gli aveva diagnosticato e le pillole che gli aveva dato erano solo psicofarmaci che simulavano i primi sintomi della sclerosi, sapeva che Jake avrebbe reagito con il suicidio, e ha piazzato la pistola e gli effetti personali di Jake nell'auto di Steve per far ricadere la colpa su di lui. Karl ha sempre amato Katie e sbarazzandosi di Jake sperava di averla finalmente tutta per sé.
Camille, Dwayne, Florence e Humphrey vanno in spiaggia per festeggiare il caso risolto. Tutti e quattro trascorrono insieme qualche momento di sereno divertimento, inoltre Humphrey inizia a praticare il surf.

## Dannazione se lo so...
- Titolo originale: Damned If You Do...
- Diretto da: David O'Neill
- Scritto da: Tom Higgins e Robert Thorogood

### Trama
Francis Davison è il presidente del club Saint Marie Heritage Society e insieme ai suoi soci Henri, Teresa, Imke e al figlio Ryan, riproduce lo sbarco francese quando l'isola venne colonizzata. Imke prepara una zuppa utilizzando una ricetta vecchia di diversi secoli. Poi tutti iniziano a stare male per via di un'intossicazione alimentare e Francis muore.
Humphrey deve indagare sulla misteriosa morte di Francis, l'agenda della vittima è sparita, inoltre sebbene l'intossicazione fosse stata causata dalla zuppa, che tutti avevano mangiato, la cosa strana è che solo Francis è morto. Florence scopre che nell'organismo di Francis c'era un grande concentrato di Acqua di Hemlock una pianta tossica, era nella zuppa ed è per questo che tutti si sono sentiti male, ma la cosa strana è che nel corpo di Francis ci fosse una quantità maggiore rispetto a quella del figlio e dei suoi amici.
Tutti avevano un movente per voler uccidere Francis, a cominciare da Teresa la quale aveva rubato soldi alla fondazione e infatti Francis voleva mandarla via, Ryan invece si sentiva trascurato dal padre il quale era assorbito dall'associazione per prestargli attenzione, addirittura pur di farsi notare Ryan gli spediva delle lettere minatorie e gli rubò la Jeep, Imke è una giovane donna che si è trasferita dai Paesi Bassi, lei e Francis avevano avuto una relazione e non prese bene il fatto che quest'ultimo avesse deciso di lasciarla, inoltre Henri era invidioso di lui dato che è innamorato (non corrisposto) di Imke. Humphrey scopre che tra i sospettati c'è pure Alan Butler, li stava spiando di nascosto durante la rappresentazione, era lui il presidente dell'associazione, si allontanò quando la moglie morì di cancro e Francis ne approfittò per prendere il suo posto, per dispetto gli aveva rubato l'agenda.
Humphrey si sporca le mani con un pennarello, trovando l'ispirazione per capire come ha fatto l'assassino ad assicurarsi che Francis assumesse più veleno degli altri, comprendendo che a ucciderlo è stata Teresa: documentandosi sulla botanica aveva scoperto che l'Acqua di Hemlock è simile alla pianta del parthenium hysterophorus che era nella ricetta preparata da Imke sostituendole, così tutti hanno mangiato la zuppa contaminata con l'Acqua di Hemlock, ma Teresa fece in modo che l'organismo di Francis ne assumesse un quantitativo maggiore impregnando le pagine dell'agenda dell'uomo con un estratto della pianta velenosa, che si è trasferito sulle dita di Francis quando sfogliava l'agenda, Teresa sapeva che Francis aveva l'abitudine di leccarsi le dita quando girava le pagine. Francis voleva cacciare via Teresa dall'associazione e lei non poteva permetterlo, perché non voleva separarsi da Ryan, si era troppo affezionata a lui, e odiava l'indifferenza con cui suo padre lo trattava. Dopo l'arresto di Teresa, Ryan scoppia in lacrime, disgustato da ciò che Teresa ha fatto, perché anche se Francis non era un bravo padre non voleva comunque la sua morte.
Camille sorprende Humphrey confessandogli che già sapeva che lui la ama e indirettamente ammette di ricambiarlo, ma ora per lei è la carriera la cosa più importante, spiegando a Humphrey che le è stato offerto un lavoro sotto copertura a Parigi e sta prendendo in considerazione l'idea di accettarlo, e quindi Humphrey si limita a dirle che è felice per lei.

## Finché morte non ci separi
- Titolo originale: Until Death Do You Part
- Diretto da: David O'Neill
- Scritto da: Rebecca Wojciechowski e Robert Thorogood

### Trama
Jenny sta per sposare Simon, quindi va a Saint Marie per festeggiare l'addio al nubilato con le sue amiche Betty e Sal, e con Ivy (la sorella di Simon). Le quattro donne passano la notte in albergo a divertirsi, poi Jenny decide di tornare nella sua suite e si prepara par fare un bagno. Il mattino dopo Sal si reca a trovarla, ma Jenny non apre la porta che è chiusa con una serratura elettronica. Frank utilizza la sua chiave elettronica per aprire la porta e trova morta Jenny, immersa nella vasca da bagno.
Camille ha deciso di accettare il lavoro a Parigi, ma la sua domanda di trasferimento viene respinta e quindi si rassegna a rimanere a Saint Marie. Mentre lei e il resto della squadra indagano sulla morte di Jenny, Simon raggiunge Saint Marie dopo aver saputo della morte della sua fidanzata. Humphrey nella suite della vittima trova un tappo appartenente a una bottiglia di vino e sul bordo della vasca da bagno c'è una sostanza cristallina che si ipotizza siano sali da bagno. La candela che Jenny aveva acceso prima di farsi il bagno ha una durata di otto ore, tra l'altro è ancora accesa e quindi, calcolando il tempo. Anche analizzando le telecamere a circuito chiuso dell'albergo, Humphrey può constatare che Ivy, Sal e Betty sono tornare nelle loro camere prima della morte di Jenny e sono uscite solo il mattino dopo quando la vittima era già morta, dunque tutte e tre hanno un alibi.
Oltre a Jenny, solo il personale dell'hotel possedeva una chiave elettronica di scorta per entrare nella suite, e quindi l'assassino può essere entrato solo perché Jenny gli ha aperto la porta. Simon è l'unico escluso tra i sospettati dato che non era nemmeno a Saint Marie quando la fidanzata è morta. Betty era molto amica di Jenny, prima lei e Simon ebbero una relazione ma poi quando si lasciarono lui si mise con Jenny, ma Betty non le ha mai portato rancore, Sal invece ha mentito a tutti spacciandosi per un avvocato, ma in realtà è solo una modesta segretaria, non poteva nemmeno permettersi il viaggio a Saint Marie, in effetti Jenny lo aveva scoperto quando ha visto che non c'era denaro nelle carte di credito dell'amica e si offrì di pagarglielo lei il soggiorno nell'hotel, infatti né Betty né Sal hanno un movente valido. Solo Ivy aveva un valido motivo per volerla morta dato Jenny aveva scoperto che aveva tradito il marito con Frank, è stata l'avventura di una notte.
Sul cellulare della vittima ci sono le impronte digitali di Frank, infatti Ivy aveva mandato dei messaggi vocali sul cellulare per supplicare Jenny di non fare parola su quello che era accaduto tra lei e Frank, e quando quest'ultimo ha trovato Jenny morta ha messo mano sul cellulare della ragazza cancellando i messaggi e eliminando le prove dell'infedeltà di Ivy. La scientifica scopre che il sale trovato in realtà è semplice sale da cucina, quando Humphrey va al ristorante di Catherine e nota che un tavolo è traballante, mette un sostegno tra la gamba del tavolo e il pavimento, ciò lo ispira capendo in che modo l'assassino ha ucciso Jenny.
Humphrey accusa Betty di essere l'assassina, aveva messo un tappo nella serrature elettronica nella porta della suite di Jenny, poi mentre quest'ultima si ritirò, Betty continuò a festeggiare con Sal e Ivy, con una scusa si allontanò per pochi minuti, e poi entrò nella suite di Jenny, lei credeva che fosse chiusa a chiave ma in realtà era aperta per via del tappo che Betty aveva messo nella serratura, e mentre Jenny si stava facendo il bagno l'ha uccisa immergendole la testa nell'acqua dopo avergliela fatta sbattere violentemente nel bordo della vasca. Betty aveva messo il sale per prolungare la fiamma della candela di qualche ora, in modo che tutti credessero che fosse morta qualche ora dopo che Betty, Sal e Ivy rientrassero nello loro camere. Purtroppo dopo che Betty uccise Jenny, mentre uscì dalla suite per tornare da Sal e Ivy, il tappo era caduto per terra, Betty si è astenuta dal cercarlo per evitare di perdere tempo, se infatti avesse prolungato la sua assenza Ivy e Sal si sarebbero insospettite. Durante l'addio al nubilato Betty aveva scoperto per caso che Simon l'aveva tradita con Jenny prima che si lasciassero, dopo la loro rottura Carol, la sorella di Betty, venne da lei per consolarla ma morì in un incidente, lei infatti sarebbe ancora viva se Jenny e Simon non l'avessero tradita, e per questo voleva punire Jenny. Alla fine Betty viene arrestata non provando rimpianto per quello che ha fatto accusando Simon di aver causato la morte di Carol.
Humphrey confessa a Camille che lei non è potuta partite per Parigi a causa sua, come suo diretto superiore non ha firmato l'autorizzazione per il trasferimento, lui non voleva perderla, ma, probabilmente per non commettere con lei gli stessi sbagli che Simon aveva commesso con Betty, ha deciso di ritornare sui suoi passi autorizzando il trasferimento di Camille. Quest'ultima saluta la madre e i colleghi, lei e Humphrey si baciano e infine lascia Saint Marie con un traghetto.

## Omicidio nel nuoto
- Titolo originale: Swimming in Murder
- Diretto da: Paul Murphy
- Scritto da: Ian Kershaw e Robert Thorogood

### Trama
Florence ha ottenuto la promozione a detective sergente mentre il dipartimento di polizia accoglie un nuovo membro: il giovane agente JP Hooper il quale partecipa alla sua prima indagine. Il musicista Stevie Smith della band "Flowers of Progress" (di cui Humphrey è un grande ammiratore) è morto mentre nuotava in una piscina all'esterno della casa di produzione poco dopo aver registrato una canzone, un palo della luce a tre gambe è caduto nell'acqua e Stevie è morto per via dell'elettricità.
Tutto fa pensare che sia stato un incidente, e che il lampione sia caduto per via del perno consumato, ma Humphrey nota che è stata tagliato, è stato un omicidio in piena regola. Negli Stati Uniti nessuno voleva incidere l'album ed è per questo che i Flowers of Progress hanno optato per una casa discografica a Saint Marie, Stevie è venuto nell'isola con il resto della band: il chitarrista Pete Thunders, il bassista Jim Smith (che era anche il fratello di Stevie) e il batterista Duncan Roberts, durante l'ora della morte erano tutti nella sala registrazione insieme e Cheryl, la loro nuova manager, e a Vince il direttore della casa discografica: tutti loro dunque avevano un alibi.
La band si era sciolta a Cardiff per colpa di Stevie, a causa dei problemi dovuti al suo alcolismo, è stata rimessa insieme da poco, una marca di birra ha deciso di sponsorizzarli. Humphrey nota accanto alla piscina uno scarabeo morto. La polizia ottiene una registrazione delle ore antecedenti alla morte di Stevie tra i sospettati mentre erano nella camera di registrazione, a parte Pete che si era allontanato qualche ora prima della morte dell'amico per pochi istanti per fumare una sigaretta, non notano nulla di sospetto.
Scavando nella storia di tutti, la polizia trova validi moventi, per esempio Duncan, che dopo lo scioglimento della band si è arricchito nel settore immobiliare, aveva intentato causa a Stevie per essersi preso il merito delle canzoni che invece era Duncan a scrivere, Vince molti anni prima ebbe dei problemi economici dato che Duncan inavvertitamente diede fuoco alla sua casa discografica e ciò gli costò anche il matrimonio, Jim invece ha scoperto di recente di avere un figlio, ebbe una storia con una donna di Saint Marie durante uno dei loro viaggi e non sapeva che aspettava un figlio da lei, Stevie lo sapeva e non gli disse niente solo per fargli un torto dato che avevano avuto un brutto litigio.
L'unico a non essere sospettato è Pete, infatti lui e Stevie avevano firmato un contratto molto vantaggioso con l'azienda di produzione di birra, specialmente dopo che Stevie li aveva diffamati con un video che è diventato virale, permettendo al marchio di ottenere più attenzione mediatica. Humphrey, alla stazione di polizia, quando guarda JP innaffiare le piante, vedendo come l'acqua straripa dal vaso, ricorda che c'era dell'acqua accanto a uno dei vasi a bordo piscina, capendo così chi è il colpevole.
Humphrey spiega a tutti che il colpevole è Pete, purtroppo Stevie non volendo vendere la sua immagine a una multinazionale, non avrebbe firmato il contratto, è dunque Pete lo ha ucciso, e successivamente ha ricopiato la firma di Stevie appoggiando il foglio del contratto sopra a una foto che Stevie aveva autografato, infatti sulla foto c'è il segno dell'incisione della penna che Pete aveva usato. Humphrey ha anche capito come ha fatto a ucciderlo, prima che Stevie uscisse per farsi una nuotata in piscina, Pete si era assentato con la scusa di volersi fumare una sigaretta, ma in realtà aveva tagliato il perno del lampione, e aveva prelevato dal frigorifero del servizio catering un blocco di ghiaccio mettendolo sopra uno dei vasi a bordo piscina, e una delle gambe del lampione era stata messa sopra il ghiaccio, sapeva che si sarebbe sciolto proprio quando Stevie sarebbe uscito per nuotare (era sempre stata sua abitudine nuotare a mezzogiorno) poi il ghiaccio sciogliendosi si è liquefatto e l'acqua è finita fuori dal vaso, lo scarabeo era rimasto intrappolato nel blocco di ghiaccio preso dal frigorifero, e senza più il ghiaccio a fare da sostegno il lampione era caduto in piscina e la corrente elettrica ha fulminato Stevie. La morte di Stevie, che sembrava accidentale, avrebbe solo dato maggior popolarità al rilancio della band. Pete ammette infatti che lo odiava, la band ha sempre sofferto per via dell'egoismo e della sconsideratezza di Stevie, poi Pete cerca di fuggire ma Florence lo cattura arrestandolo, avendo compiuto il suo primo arresto dopo la sua promozione.

## Delitto perfetto
- Titolo originale: The Perfect Murder
- Diretto da: Paul Murphy
- Scritto da: Robert Thorogood e Mark Brotherhood

### Trama
Durante una partita di beach volleyball, sport molto seguito a Saint Marie, la squadra locale guidata dall'allenatore Aiden, dove giocano Maz e Alison, affrontano la squadra dell'isola di Isla Jonas, allenata da Hank dove giocano la figlia Jasmine e la compagna di squadra Shelly. La squadra di Saint Marie vince, poi le giocatrici e gli allenatori vanno in albergo. Aiden vede Shelly alla guida dell'auto, poi Jasmine e Hank vanno in spiaggia per allenarsi, e anche Aiden, Maz e Alison, lì vedono l'auto di Shelly, quindi Jasmine si avvicina ma non vede la sua compagna di squadra, poi apre il bagagliaio e si mette a urlare, trovando il corpo senza vita di Shelly pugnalato.
Humphrey e la squadra devono scoprire chi ha ucciso la ragazza, il corpo di Shelly era avvolto in un asciugamano quando Jasmine lo ha trovato nel bagagliaio dell'auto, ciò fa supporre che l'assassino deve averla uccisa e portata in auto avvolgendola nell'asciugamano dentro il bagagliaio, Aiden non aveva visto con chiarezza chi c'era alla guida del mezzo, aveva dato per scontato che fosse Shelly ma probabilmente era l'assassino, ma Humphrey non capisce il motivo per cui ha portato il corpo nella spiaggia dove le altre atlete si allenano abitudinariamente, dove infatti lo avrebbero facilmente trovato. Hank e Jasmine, così come Aiden, Maz e Alison, non possono averla uccisa, dato che erano partiti per la spiaggia poco dopo che l'auto di Shelly lasciasse l'albergo. Inoltre Shelly teneva in mano il cellulare e aveva attivato il registratore.
La polizia scopre che Aiden aveva una relazione con Shelly, ma era un segreto, in quanto la federazione sportiva avrebbe trovato poco professionale per un allenatore avere una storia con una giocatrice avversaria. Humphrey scopre che Hank ha una cattiva reputazione nell'ambiente, è ritenuto un uomo severo, spietato e disonesto, Humphrey osserva i video delle partite di Jasmine e Shelly notando che a volte vincevano per via di qualche imbarazzante distrazione delle avversarie, dei ripetuti quanto sospettosi colpi di fortuna. Humphrey deduce che Hank per vincere compra le partite, e anche Dwayne scopre da un suo informatore che Hank piazza delle scommesse sui match.
Hank ha perso quasi tutti i suoi soldi per via di un pessimo investimento e quindi è poco probabile che avesse i mezzi per comprare tutte le partite, probabilmente ha un complice, e Dwayne avanza l'ipotesi che si tratti di Anton Burrage, il governatore di Isla Jonas, il quale per somma di vittorie della sua squadra avrebbe fatto ottenere sempre più prestigio alla sua isola. Maz ammette che una persona che è rimasta anonima, le ha telefonato per chiederle di perdere volutamente la partita in cambio di denaro, era anche tentata di accettare per aiutare economicamente sua madre, ma poi si è rifiutata.
Patterson, che è sempre stato in cattivi rapporti con Burrage, sarebbe entusiasta di accusarlo di corruzione, ma il numero che ha contattato Maz dal cellulare non è lo stesso di quello di Burrage. Humphrey decide di fare una prova, portando JP sulle spalle e di caricarlo nel bagagliaio dell'auto, per avere più chiara la dinamica dei fatti, realizzando che sul corpo di Shelly non c'erano lividi successivi alla morte, che a volte appaiono quando un cadavere viene portato sulle spalle, quando il corpo preme sulle ossa, adesso Humphrey ha capito che l'assassino non aveva messo il corpo di Shelly nel bagagliaio per poi portarlo in spiaggia e nasconderlo, al contrario ha manipolato la situazione per fornirsi un alibi.
Humphrey fa convocare tutti i sospettati, spiegando che Shelly aveva scoperto che Hank truccava le partite, voleva denunciarlo alla federazione ma le servivano prove solide per incastrarlo, lo sbaglio di Shelly è stato quello di confidarsi con Jasmine: è stata lei a ucciderla. L'asciugamano che avvolgeva il cadavere di Shelly faceva pensare che fosse stata uccisa e che poi, in un secondo momento l'assassino avesse avvolto il corpo con l'asciugamano per nasconderlo nel bagagliaio, ma in realtà è proprio lì che Shelly è stata uccisa, Aiden non si era sbagliato, era proprio Shelly quella che aveva visto alla guida dell'auto, lei aveva guidato fino alla spiaggia e poi si è nascosta nel bagagliaio sapendo che Hank sarebbe venuto poco dopo per allenare la figlia e con il cellulare sperava di registrare una conversazione compromettente che potesse incriminarlo, Jasmine le suggerì di avvolgersi in un asciugamano probabilmente con la scusa che così stando nel bagagliaio non si sarebbe sporcata, e quando è arrivata alla spiaggia con suo padre, si è avvicinata all'auto di Shelly, sapendo che lei era nel bagagliaio, e quando lo ha aperto nel giro di pochi secondi ha accoltellato Shelly, sapendo che per via dell'asciugamano tutti avrebbero pensato che fosse stata uccisa altrove. Shelly teneva in mano le chiavi dell'auto, quindi Jasmine, per evitare che capissero che era stata proprio Shelly a guidare fino alla spiaggia, le ha prese e, tornando in albergo, le ha gettate per strada, ma la polizia ripercorrendo il tragitto le ha ritrovate. Jasmine ha agito in linea con i principi che Hank le ha insegnato, pronta a uccidere anche la sua compagna di squadra per proteggere la reputazione di suo padre e il futuro economico della famiglia, ma Hank è inorridito da ciò che Jasmine ha fatto capendo di aver corrotto la figlia con il suo cinismo trasformandola inconsapevolmente in un'assassina.
Burrage si congratula con Humphrey per l'arresto di Jasmine, poi quando Patterson rivela a Humphrey che Burrage si è sistemato nel suo yacht personale al porto durante la sua permanenza a Saint Marie, oltre alla villa che aveva affittato, intuisce che lui nasconde un secondo cellulare proprio nella sua imbarcazione e dunque vanno lì e compongono lo stesso numero che si era messo in contatto con Maz quando le era stato proposto di perdere la partita, e infatti sentono il secondo cellulare di Burrage suonare, e con soddisfazione Patterson ne dimostra la colpevolezza. JP purtroppo non ha una casa quindi Humphrey chiede a Catherine di affittargli una stanza a casa sua, e lei gli dà volentieri ospitalità.

## Assassinata due volte
- Titolo originale: She Was Murdered Twice
- Diretto da: Richard Signy
- Scritto da: Robert Thorogood e Dana Fainaru

### Trama
Annette è l'amministratrice delegata di un'azienda milionaria, un'agenzia di viaggi online, si dirige a Saint Marie per un ritiro aziendale con i suoi colleghi Izzy, Stuart, Dominic e Sandra, trascorrendo il loro soggiorno in un parco nazionale, si intrattengono seguendo un programma di sopravvivenza gestito da Bill Williams. Calata la notte Annette si ritira nel suo alloggio, e successivamente Izzy entra nella camera de letto di Annette e la trova morta distesa sul letto.
Humphrey prende in mano il caso, la vittima è morta per un colpo d'arma da fuoco, accanto al letto c'era un bicchiere e una bottiglia di whisky, a quanto pare il bicchiere è pulito e dunque non è stato usato, inoltre Dwayne scopre che nella cassaforte nascondeva un piccolo rotolo di nastro adesivo, tra l'altro il cellulare della vittima è sparito. Stuart è il fidanzato di Izzy, quest'ultima inoltre era la sorella di Annette, invece Sandra era la segretaria, ad attirare l'attenzione di Humphrey comunque è Dominic, ragazzo con poche esperienze lavorative, e infatti con capisce per quale motivo Annette lo avesse promosso a dirigente in soli quattro mesi. JP e Dwayne trovano la pistola che ha ucciso Annette con sopra le impronte digitali di Dominic, JP ha raccolto diverse informazioni su di lui, è stato anche in prigione a Birmingham per problemi di droga, ed è orfano, nato in un ospedale a Nottinghamshire, nello stesso ospedale proprio quando lui è nato, dalle cartelle cliniche di Annette che Humphrey ha fatto richiedere, l'ispettore ha scoperto che la vittima venne ricoverata nel reparto maternità: Annette era la madre di Dominic. Quest'ultimo ammette che si era fatto assumere nell'azienda di Annette per conoscerla mostrandole un test del DNA che confermasse la loro parentela, lei per amore di madre lo aiutò a fare carriera, ma si rifiutava di riconoscerlo come suo figlio, Annette si era costruita un'immagine come donna in carriera e non poteva rischiare di rovinarla se tutti avessero saputo che aveva abbandonato suo figlio, promettendogli che gli avrebbe concesso la titolarità della loro prossima campagna pubblicitaria se avesse mantenuto il silenzio. Dominic, sentendosi offeso, ammette di averle sparato, mentre Annette dormiva.
Con la confessione di Dominic, il caso sembra risolto, ma Humphrey sente che troppe cose non coincidono, ad esempio era abitudine di Annette dormire con la maschera per la notte e i tappi alle orecchie, ma quando dormiva, prima che Dominic le sparasse, lei non li portava, e i suoi sospetti vengono confermati dal medico legale quando scopre che la causa della morte è stata asfissia e non lo sparo: Dominic credeva che stesse dormendo ma in realtà non si era accorto che Annette era già morta quando le aveva sparato. Dominic si farà solo pochi anni di prigione per tentato omicidio. Humphrey indagando scopre che Annette era una donna prepotente, manipolatrice e spietata, tutti la odiavano, Bill per esempio era adirato con lei perché non voleva versargli l'anticipo per il corso di sopravvivenza, Bill si è trasferito a Saint Marie dall'Hampshire, prima lavorava come dirigente bancario ma venne licenziato per aver aggredito un suo collega. Sandra invece era sempre vittima di abusi, Annette le dava incessantemente il tormento, Sandra aveva trovato il cadavere di Annette prima di Izzy, ma non lo disse a nessuno perché si era spaventata, era entrata nella camera di Annette per farle un dispetto, sostituendo una delle bottiglie dove Annette teneva le sue bevande energizzanti con una miscela di succo d'arancia e aloe vera, un potente lassativo.
Florence intuisce che Stuart avesse tradito Izzy con Annette, e infatti ammette che è vero, inoltre confessa che Annette, con la minaccia di raccontarlo alla sorella, lo costrinse a cedere a Dominic i diritti della prossima campagna pubblicitaria che Stuart aveva preparato. Catherine consegna a Humphrey il cellulare di Annette, era stata Izzy a rubarglielo, e quando è venuta nel suo ristorante ha cercato di disfarsene ma una sua cameriera lo ha recuperato. Florence deduce che Izzy già sapesse che Stuart le era stato infedele con la sorella, infatti Izzy sospettava già qualcosa e ha rubato alla sorella il cellulare per trovarne una prova, trovando tutti i messaggi che Stuart le inviava. Izzy spiega a Humphrey e Florence che lei e Annette erano sorellastre, avevano lo stesso padre, Izzy è nata in seconde nozze.
Humphrey spiega a Bill, Stuart, Sandra e Izzy che, benché tutti loro avessero un movente, l'assassino non è nessuno dei quattro, rivelando a tutti che è stato Dominic a "uccidere due volte" Annette. Quest'ultima era affetta da adermatoglifia, lei non possedeva le impronte digitali, come afferma Humphrey in un caso documentato una donna venne trattenuta in un aeroporto nel tentativo di prendere un volo da Zurigo a Boston data l'impossibilità di rilevarle le impronte digitale, e lo stesso vale per Annette, lei e i suoi colleghi sono venuti a Saint Marie dall'aeroporto di Orlando dove Annette era stata trattenuta proprio perché non c'era modo che venissero rilevate le sue impronte digitali, fu così che lei scoprì di avere l'adermatoglifia. Essa si eredita da un genitore, Annette la ereditò dalla madre ed è per questo che Izzy invece non ha l'adermatoglifia, dato che pur avendo lo stesso padre lei e Annette avevano due madri diverse, Humphrey spiega inoltre che Dominic non è il figlio di Annette, quest'ultima lo aveva capito perché alla stazione aeroportuale di Orlando lui non era stato trattenuto: Dominic ha le impronte digitali. Annette lo invitò nella sua camera e gli versò nel bicchiere del whisky, ciò che voleva era accertarsi che lui non avesse l'adermatoglifia, con il nastro adesivo avrebbe ottenuto le sue impronte digitali dal bicchiere con del fard, ma Dominic intuendo che lei avesse scoperto tutto, impulsivamente la soffocò con un cuscino uccidendola, poi ha pulito il bicchiere e le ha sparato in modo che tutti pensassero che lui avesse tentato di toglierle la vita solo dopo la sua morte, sapendo che con un'accusa di tentato omicidio avrebbe scontato una pena ridotta. Humphrey lo fa arrestare, scoprendo la sua vera identità, il suo vero nome è Craig, era il compagno di cella del vero Dominic, quando scoprì che la madre di Dominic era una donna ricca si è appropriato della sua identità e mostrò ad Annette un falso test del DNA.
Si sta avvicinando il giorno del compleanno di Martin, il padre di Humphrey, e quindi si sforza di trovargli un regalo, ma poi scopre che Martin gli ha lasciato un messaggio nella segreteria del suo telefono, informandolo che a breve verrà a Saint Marie per fare una breve visita a suo figlio.

## Tale padre, tale figlio
- Titolo originale: Unlike Father, Unlike Son
- Diretto da: Richard Signy
- Scritto da: Robert Thorogood e Matthew Barry

### Trama
JP e Dwayne portano Jack Harmer, trafficante di droga, nella cella di detenzione del tribunale, contro di lui è stata aperta un'istruttoria dato che è accusato dell'omicidio di Sabine, la moglie del Pastore Mason. Appena arrivati in tribunale Jack viene chiuso in cella dalla guardia giudiziaria Erol Dumas. Humphrey si prepara ad accogliere suo padre Martin, che è appena arrivato a Saint Marie. Intanto Erol, Dwayne e JP si allontanano dalla cella di Jack per bere qualcosa, e poi scatta l'allarme antincendio e successivamente trovano Jack nella cella con una ferita d'arma da fuoco, Erol si avvicina a lui confermando che è morto. JP esce dal tribunale vedendo un'auto correre via, una Citroën verde.
Patterson pretende che Humphrey trovi l'assassino il prima possibile, dato che Jack era sotto la custodia della polizia di Saint Marie e ciò getta vergogna sul dipartimento. La porte laterali che portavano al corridoio dove si trovava la cella di Jack erano chiuse a chiave, così come quella d'ingresso del tribunale, inoltre JP e Dwayne non hanno visto nessuno avvicinarsi al corridoio, Humphrey inoltre nota che nella cella ci sono delle formiche. Jack venne arrestato per la morte di Sabine perché qualcuno mandò una lettera anonima alla polizia dove Jack era accusato di essere l'assassino scritta a macchina. JP trova una pistola nascosta nell'impianto dell'aria condizionata del tribunale, e anche un filo blu nel vetro rotto dell'allarme antincendio. Mason ammette che la pistola era sua, era andato in tribunale per uccidere Jack, ma poi non ha trovato il coraggio di farlo e ha nascosto l'arma nell'impianto dell'aria condizionata, il filo blu invece appartiene alla divisa di Erol.
Humphrey e Florence vanno a casa di Erol per interrogarlo e quest'ultimo ammette che qualcuno lo aveva pagato per rompere il vetro dell'allarme e farlo scattare, credeva che fosse uno scherzo e dunque si è limitato ad accettare. Martin è venuto a Saint Marie per convincere Humphrey a tornare in Inghilterra, Sally sta per sposarsi ma la donna è ancora palesemente innamorata di lui, e Martin (che non prende molto sul serio il lavoro di Humphrey a Saint Marie) vorrebbe che suo figlio facesse un tentativo per riconciliarsi con sua moglie. Le cose peggiorano quando Martin mette in imbarazzo suo figlio scavalcandolo, chiedendo a Patterson di sciogliere il contratto che lega Humphrey al dipartimento di polizia dell'isola. Humphrey, ben consapevole che per Martin lui è sempre stato una delusione, lo invita a non intromettersi nelle sue scelte, lui ama la sua vita a Saint Marie e non intende tornare in Inghilterra.
Florence ha alcuni amici che frequentano la parrocchia di Mason, scoprendo da loro che Sabine e suo marito erano in crisi, già da tempo si era allontanata dalla chiesa del pastore. Tra i sospettati dell'omicidio c'è anche Mae, la moglie di Jack, che aspetta un bambino, JP si mette a spiarla, sorprendendola insieme a Paul (il fratello di Jack) il quale tenta di fuggire, ma Humphrey e Florence lo immobilizzano. Paul e Mae ammettono che Jack aveva programmano un'evasione e loro due avrebbero dovuto aiutarlo, era Paul alla guida dell'auto che JP aveva visto fuori dal tribunale.
Florence rimprovera Martin per l'atteggiamento prevenuto nei riguardi di Humphrey, che lei ritiene un uomo eccezionale, come collega e persona. Humphrey capisce che le formiche nella cella sono la chiave per risolvere l'omicidio, poi fa convocare in tribunale Paul, Erol, Mason e Mae, e in seguito sopraggiunge pure Martin che per la prima volta vede suo figlio al lavoro, mentre smaschera l'assassino. Humphrey ha capito che Erol era complice di Jack, la persona che gli aveva consegnato il denaro era stato mandato da Jack, e Erol sapeva che faceva parte del piano di evasione: Jack per evadere doveva simulare una falsa morte, Erol gli aveva passato di nascosto una bustina di sciroppo di glucosio quando JP e Dwayne lo avevano scortato nella cella del tribunale, che poi Jack si è cosparso sulla camicia che indossava per simulare una ferita mortale d'arma da fuoco (le formiche erano infatti attratte dallo sciroppo) poi Erol ha mentito a Dwayne e JP facendo credere a entrambi che fosse morto quando si era avvicinato a Jack, quest'ultimo però, proprio quando JP e Dwayne si erano allontanati, è stato realmente ucciso da Erol che nascondeva una pistola munita di silenziatore, sparandogli senza esitazione. Erol ha poi nascosto la pistola tra le prove custodite in tribunale di un altro crimine. Uno dei passatempi di Sabine era il ricamo e quando Humphrey era andato a casa di Erol per interrogarlo, aveva notato un ricamo, capendo quindi che Erol era l'amante di Sabine, era anche presente quando Jack la uccise, non poteva denunciarlo per evitare che si sapesse che Sabine era un'adultera, quindi mandò la lettera anonima che incriminò Jack, a conferma di ciò Humphrey ha fatto requisire la macchina da scrivere di Erol e la lettera "E" non è ben in linea con le altre, proprio come quella della lettera anonima. Quando Jack gli aveva proposto di aiutarlo a evadere, Erol ha colto l'occasione per vendicare la donna che amava, facendo in modo che il piano di evasione di Jack gli si ritorcesse contro.
Humphrey e i suoi colleghi vanno a festeggiare nel ristorante di Catherine, mentre Martin si prepara a lasciare Saint Marie, congratulandosi con suo figlio per l'arresto di Erol, ammettendo di essere orgoglioso di lui, e i due si salutano con un'amichevole stretta di mano.
- Guest star: James Fox (Martin Goodman)